# Иоанн Зиновьев
Иоанн Зиновьев (Иван) — боярин великого князя Иоанна III, предок дворянского рода Зиновьевых.
В 1474 и 1477 он ездил в Псков, сначала для совещаний о военных действиях против немцев, потом — чтобы поднять восстание псковичей против новгородцев. В 1478 после присоединении Новгорода к Москве, оставлен был там одним из великокняжеских наместников.
Им было поручено всякие «дела судебные и земские правити по великого князя пошлинам и старинам». В 1481 ему было приказало идти в Псков, чтобы принять участие в походе на немцев, а в следующем году он был послан к молдавскому князю Стефану сватать его дочь Елену за сына великого князя, Иоанна Младого.